# Hyżne
Hyżne ist ein Dorf im Powiat Rzeszowski in der Woiwodschaft Karpatenvorland in Polen. Es ist Sitz der gleichnamigen Landgemeinde mit etwa 7000 Einwohnern.

## Geographie
Hyżne liegt 20 km südöstlich von Rzeszów.

## Geschichte
Die erste schriftliche Erwähnung von Hyżne stammt aus dem Jahr 1436. 1590 gründete Katarzyna Wapowska eine Kirche auf dem Berg Tatar. Ende des siebzehnten Jahrhunderts wird sie durch eine Steinkirche ersetzt. Diese wurde von 1727 bis 1739 von der heutigen Pfarrkirche ersetzt.
Von 1975 bis 1998 gehörte das Dorf zur Woiwodschaft Rzeszów.

## Gemeinde
Die Landgemeinde (gmina wiejska) hat eine Flächenausdehnung von 51 km². Zu ihr gehören weitere Dörfer mit Schulzenämtern (sołectwa).

## Sehenswürdigkeiten
- Pfarrkirche mit dem Gnadenbild „Unser lieben Frau“

## Mit dem Ort verbundene Persönlichkeiten
- Władysław Sikorski 1881–1943 (General, verlebte seine Kindheit in Hyżne)